# Assedio di Tiro (1187)
L'assedio di Tiro fu un attacco eseguito dai soldati ayyubidi guidati da Saladino contro la città crociata di Tiro, difesa da Corrado del Monferrato e durò dal 12 novembre 1187 al 1º gennaio 1188. L'assedio si rivelò infruttuoso e, dopo due mesi di sforzi, alla fine Saladino desistette e decise di ripiegare su Acri.

## Antefatti

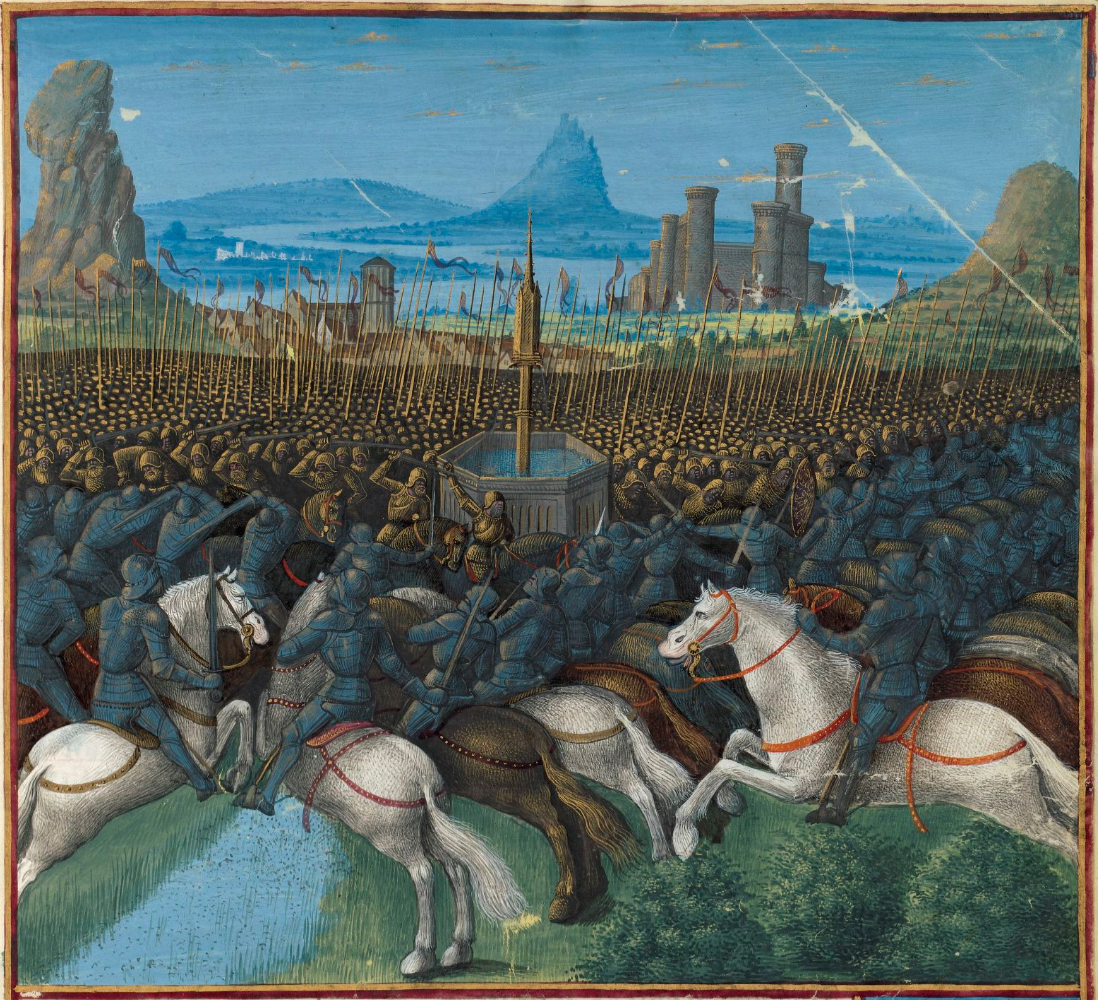
La battaglia di Ḥaṭṭīn in un manoscritto anonimo del XV secolo

Completato il suo processo di unificazione dell'Egitto e della Siria, Saladino guidò un vasto esercito alla riconquista dei territori ancora in mano crociata in Terra santa. Tale offensiva costituiva il completamento dell'impresa bellica che aveva condotto alla battaglia di Ḥaṭṭīn del 4 luglio 1187, tramutatasi per i cristiani in «un disastro senza precedenti». Con la cavalleria sterminata e il grosso dell'esercito franco annientato, Saladino si impadronì per prima dell'importante città costiera di San Giovanni d'Acri il 10 luglio, dopodiché di Beirut (6 agosto 1189) e infine degli altri porti dell'attuale Libano.
Il 5 settembre, a seguito di lunghi combattimenti, fu la volta di Ascalona. Quando infine Saladino si presentò dinanzi alle porte di Gerusalemme, capitale del regno latino, non desiderava combattere ulteriormente contro sporadiche formazioni cristiane e offrì agli abitanti della Città Santa la possibilità di arrendersi, avendo salva la vita. I difensori non volevano però cedere il possesso della città senza lottare, motivo per cui ingaggiarono battaglia. La resistenza si rivelò dopo due settimane impossibile da proseguire e, il 2 ottobre 1187, con l'intermediazione di Baliano di Ibelin, gli occupanti si arresero. Come già era accaduto in passato, si evitarono spargimenti di sangue dei prigionieri cristiani su ordine di Saladino. Fu loro permesso di riscattarsi pagando una somma in denaro, relativamente bassa. Poiché alcuni poveri non potevano comunque permettersela, il sultano si dimostrò magnanimo e rilasciò molte di quelle persone senza pretendere alcun riscatto, anche se questo non evitò la riduzione in schiavitù di alcune migliaia di persone. 
Frattanto, numerosi cristiani sopravvissuti alla disfatta di Ḥaṭṭīn si asserragliarono a sud a Tiro, nel moderno Libano. Tiro era «la piazzaforte meglio difesa della costa, unita alla terraferma da una stretta penisola sabbiosa attraverso cui era stata costruita una grande muraglia».

## La battaglia

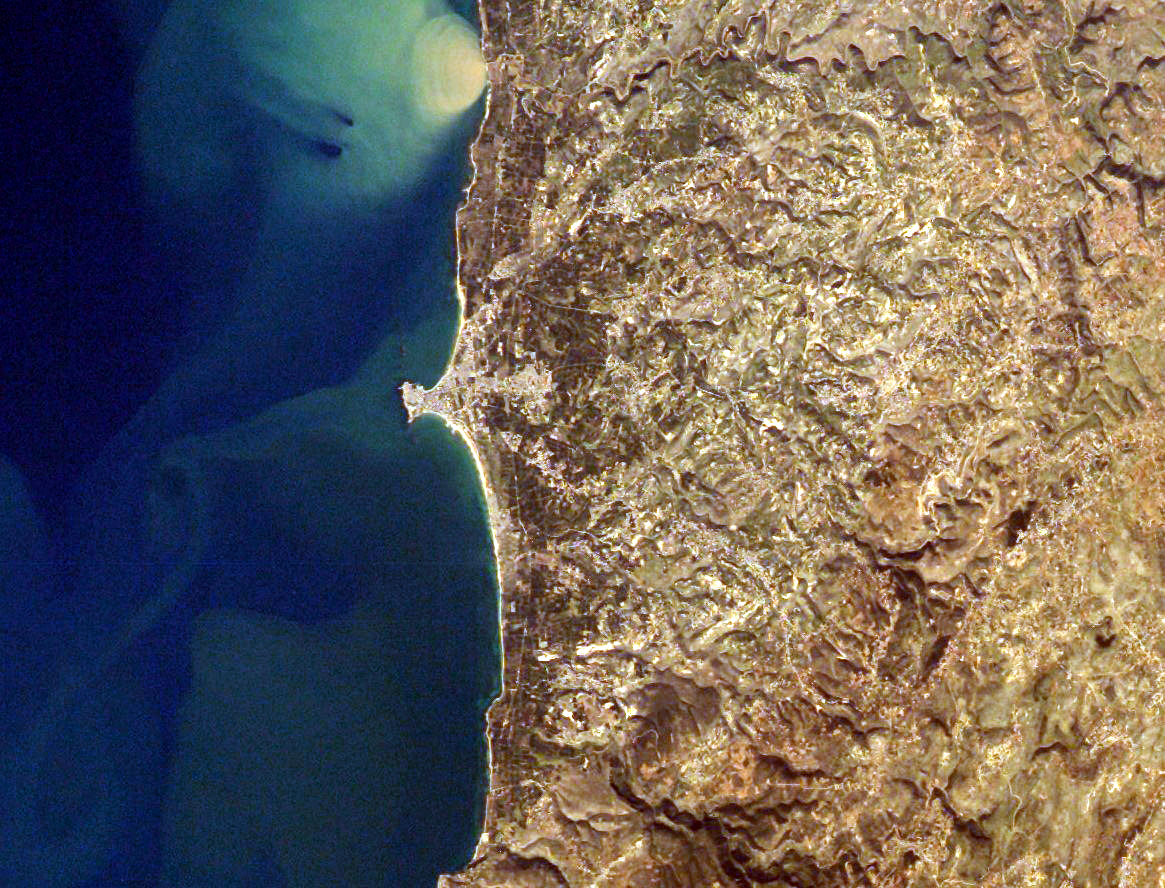
Tiro ripresa da un'immagine satellitare. La stretta penisola su cui sorge sfavorì Saladino e gli impedì di usare efficacemente le sue macchine d'assedio

Quando Saladino prese di mira la città di Tiro, erano giunti dall'Europa rinforzi importanti, tra cui su tutti Corrado del Monferrato, figlio di Guglielmo, uno dei prigionieri della battaglia di Ḥaṭṭīn, portato a Damasco. L'arrivo a Tiro di Corrado fu frutto di una pura coincidenza: egli stava giungendo ad Acri, ma ebbe qualche sospetto prima di attraccare al porto e, una volta chieste informazioni a un pescatore locale spacciandosi per un mercante, venne a sapere che la città era caduta in mano a Saladino. Pertanto virò verso sud, a Tiro, e ben presto si pose a capo della resistenza cittadina, rifiutando ogni offerta di negoziazione proposta dal sultano.
Saladino avviò l'assedio il 18 novembre, ma presto comprese che la battaglia si sarebbe rivelata particolarmente difficile e che sarebbe stato preferibile ricorrere a un qualche espediente. Così, fece portare da Damasco Guglielmo, padre di Corrado, dichiarando che lo avrebbe salvato se egli avesse aperto le mura di Tiro. Tuttavia, Corrado non cedette e non rinunciò alla difesa della città, dove nel frattempo stava acquisendo sempre maggiore popolarità.
La lotta proseguì, ma l'unico risultato significativo ottenuto dalle truppe ayyubidi in quei mesi fu conseguito molto lontano da Tiro e riguardò la conquista di Hunin (Castelnuovo nelle fonti cristiane), un castello in mano ai Cavalieri Ospitalieri all'interno del Libano. Lo stretto terreno attorno alla città portuale attaccata impediva ai musulmani di sfruttare vantaggiosamente mangani e altre macchine d'assedio, motivo per cui si decise di richiamare una decina di galee da Acri. Tuttavia, il 29 dicembre cinque di esse vennero catturate dai cristiani e il simultaneo assalto alle mura fu respinto. Il 30, il resto della flotta di Saladino andò distrutta. In un consiglio di guerra, Saladino prestò ascolto agli emiri che gli ricordavano di come gli uomini avessero necessità di riposo. L'inverno si era dimostrato infatti umido e freddo e le malattie circolavano per l'accampamento. Così, il giorno di Capodanno del 1188, Saladino smobilitò metà del suo esercito e si ritirò per conquistare altri castelli dell'entroterra. L'energia e la competenza di Corrado avevano dunque permesso di salvare la città.

## Conseguenze

Il Vicino Oriente nel 1190, due anni dopo l'assedio di Tiro. La cartina immortala un momento antecedente all'arrivo di Riccardo I d'Inghilterra nella regione, come si desume dal fatto che Cipro rientrava ancora formalmente nel territorio dell'Impero bizantino

«Per quanto folgorante», la campagna del 1188 condotta da Saladino aveva comunque lasciato alcune postazioni in cui i 'Franchi' poterono trovare rifugio. Il continuo afflusso di denaro e rinforzi, sia pur in maniera più contenuta rispetto all'imminente terza crociata che di lì a poco avrebbe avuto luogo, fu un fattore decisivo. È però probabile che l'infruttuoso assedio di Saladino a Tiro fosse dovuto al suo eccessivo temporeggiamento prima di novembre. Comunque sia, malgrado questa battuta d'arresto, Saladinò prese il controllo di un'ampia porzione di territorio precedentemente in mano crociata, la quale non sarebbe mai più tornata in mano ai suoi nemici (si pensi soprattutto a Gerusalemme, che non fu riconquistata dai cristiani che parteciparono alla terza crociata).

### Esplicative
1. ↑  Con il termine "Franchi" (Ifranǧ), gli Arabi definivano in maniera indistinta gli europei occidentali.

### Bibliografiche
1. 1 2 3 4 5  Bridge (2023), p. 213.
2. 1 2  Grousset (1998), p. 125.
3. 1 2  Runciman (2005), p. 678.
4. ↑  Bridge (2023), pp. 213-214.
5. 1 2 3 4  Runciman (2005), p. 683.
6. 1 2  Richard (1999), p. 338.
7. ↑  Runciman (2005), pp. 683-684.
8. 1 2 3 4 5 6 7  Runciman (2005), p. 684.
9. 1 2 3  Richard (1999), p. 339.
10. ↑  Richard (1999), p. 340.
11. ↑  Richard (1999), pp. 341-341.